# Públio Rupílio
Públio Rupílio (m. 123 a.C.; em latim: Publius Rupilius) foi um político da gente Rupília da República Romana eleito cônsul em 132 a.C. com Públio Popílio Lenas.

## Consulado (132 a.C.)
Públio foi eleito cônsul com Públio Popílio Lenas em 132 a.C., o ano do assassinato do tribuno Tibério Graco. Durante o processo que se seguiu, os dois lutaram com toda as as forças disponíveis contra os aliados dos irmãos Graco.
Ainda em 132 a.C., foi enviado à Sicília para suprimir a revolta dos escravos liderada por Euno e, ao seu regresso a Roma, foi-lhe concedido um triunfo.
No ano seguinte, como governador da Sicília com poderes proconsulares, recebeu ajuda de dez enviados pelo Senado Romano para organizar a constituição da província da Sicília, que passou a ser conhecida como Lex Rupilia, apesar de não ser uma lei no sentido estrito da palavra. Rupílio, em 123 a.C., foi processado e condenado com Popílio por causa do tratamento dispensado aos seguidores dos Gracos apesar da ajuda de Cipião Emiliano. Esta condenação juntamente com o fracasso de seu irmão em obter o consulado o levaram à morte pouco tempo depois.